# Джеймс Лонгстрийт
Джеймс Лонгстрийт (на английски: James Longstreet, 8 януари 1821 – 2 януари 1904) е американски генерал и дипломат.
Той е сред най-видните генерали от Конфедерацията през Американската гражданска война и основен подчинен на ген. Робърт Лий, който го нарича неговия „Стар боен кон“ (Old War Horse). Той служи при Лий като командир на корпус през много известни битки, водени от Армията на Северна Вирджиния в Източния театър, но също и при ген. Бракстън Браг в Армията на Тенеси на Западния театър. Биографът и историк Джефри Уърт пише, че „Лонгстрийт ... е най-добрият командир на корпус в Армията на Северна Вирджиния; всъщност, може да се каже, че той е най-добрият командир на корпус в конфликта от двете страни."
Талантите на Лонгстрийт като генерал правят значителни приноси към конфедеративните победи във втората битка при Бул Рън, битката при Фредериксбърг и битката при Чикамауга в офанизивни и дефанзивни роли. Той също се представя силно в Седемдневните битки, битката при Атиетам и до раняването си, в битката в пустошта. Представянето му като полуавтономен командир в Ноксвилската кампания води до конфедеративно поражение. Най-противоречивата му служба е по време на битката при Гетисбърг, където има разногласие с ген. Лий относно тактиката, която ще се използва и неохотно надзирава катастрофалната пехотна атака, известна като Щурмът на Пикет.
След войната работи за американското правителство като дипломат, граждански служител и администратор. Присъединяването му към републиканската партия обаче и сътрудничеството му със стария му приятел, президента Юлисис Грант, както и критичните му коментари, които пише в мемоарите си за представянето на ген. Лий във войната, го правят анатема за мнозина от бившите му конфедеративни колеги. Автори от движението Загубената кауза се съсредоточават върху действията на Лонгстрийт при Гетисбърг като главна причина за загубата на войната от Конфедерацията. Репутацията му в Юга е накърнена за повече от век и е започнало бавно да се преоценява.